# 磐越西線 (田代美代子の曲)
「磐越西線」（ばんえつさいせん）は、1991年7月21日に発売された田代美代子のシングル。

## 収録曲
- 全曲作詞：高畠じゅん子／作曲：中川博之／編曲：青木望

1. 磐越西線
2. 喜多方物語

## 収録アルバム
- 「中川博之作曲生活40周年記念・歌との出逢い、愛とのめぐり逢い」（2004年9月29日）

## カバー
- 瀬口侑希（2012年、アルバム「瀬口侑希 ベスト12 楽園／三春の桜」収録）
- 津吹みゆ（2016年、アルバム「望郷こころ歌 Vol.1 〜名曲カバー集〜」収録）